# Provinz Sur Chichas
Sur Chichas (auch Sud Chichas) ist eine Provinz im südöstlichen Teil des Departamento Potosí im Hochland des südamerikanischen Anden-Staates Bolivien.

## Lage
Die Provinz Sur Chichas ist eine von sechzehn Provinzen im Departamento Potosí. Sie liegt zwischen 20° 51' und 21° 50' südlicher Breite und zwischen 65° 15' und 66° 30' westlicher Länge. Sie grenzt im Norden an die Provinz Nor Chichas, im Nordwesten an die Provinz Antonio Quijarro, im Westen an die Provinz Nor Lípez und die Provinz Sur Lípez, im Süden an die Republik Argentinien und an die Provinz Modesto Omiste, im Südosten an das Departamento Tarija, und im Osten an das Departamento Chuquisaca. Die Provinz erstreckt sich über etwa 130 Kilometer jeweils in Ost-West- und in Nord-Süd-Richtung.

## Bevölkerung
Die Einwohnerzahl der Provinz Sur Chichas ist in den vergangenen drei Jahrzehnten geringfügig angestiegen:
| Jahr | Einwohner | Quelle       |
| ---- | --------- | ------------ |
| 1992 | 52 308    | Volkszählung |
| 2001 | 47 873    | Volkszählung |
| 2012 | 55 879    | Volkszählung |
| 2024 | 54 895    | Volkszählung |

Wichtigstes Idiom der Provinz mit 96 Prozent ist Spanisch, darüber hinaus sprechen 59 Prozent Quechua. Hauptstadt der Provinz ist Tupiza mit 27.302 Einwohnern (Volkszählung 2012).
45 Prozent der Bevölkerung haben keinen Zugang zu Elektrizität, 74 Prozent leben ohne sanitäre Einrichtungen. 34 Prozent der Bevölkerung arbeiten in der Landwirtschaft, 11 Prozent im Bergbau, 6 Prozent in der Industrie, 49 Prozent im Bereich Dienstleistungen. 88 Prozent der Bevölkerung sind katholisch, 8 Prozent evangelisch.

## Gliederung
Die Provinz untergliedert sich laut der letzten Volkszählung von 2024 in die folgenden beiden Verwaltungsbezirke (bolivianisch „Municipios“):
- 05-0801 Municipio Tupiza – 45.531 Einwohner
- 05-0802 Municipio Atocha – 9.364 Einwohner

## Ortschaften in der Provinz Sur Chichas
- Municipio Tupiza
  - Tupiza 27.302 Einw. – Chuquiago 880 Einw. – Charaja 760 Einw. – Oploca 640 Einw. – Santa Rosa 560 Einw. – Thola Mayo 498 Einw. – Salo 362 Einw. – Tocloca 341 Einw. – Esmoraca 334 Einw. – Peña Amarilla 286 Einw. – Quiriza 271 Einw. – Tomatas 247 Einw. – San Silvestre 244 Einw. – San Miguel 237 Einw. – Suipacha 225 Einw. – Acnapa 205 Einw. – San Miguel de Kataty 181 Einw. – Hornillos 166 Einw. – Oro Ingenio 166 Einw. – San José de Pampa Grande 155 Einw. – Villa Pacheco 141 Einw. – Talina 119 Einw. – Chillco 112 Einw. – San José de Hornos 96 Einw. – Peña Blanca del Carmen 76 Einw.

- Municipio Atocha
  - Atocha 2240 Einw. – Santa Bárbara 2221 Einw. – Animas 1599 Einw. – Siete Suyos 1223 Einw. – Telamayu 1021 Einw. – Tatasi 770 Einw. – San Vicente 724 Einw. – Cotani 118 Einw. – Chocaya 95 Einw. – Guadalupe 34 Einw. – Escoriani 21 Einw. – Portugalete 16 Einw.